# Вінці

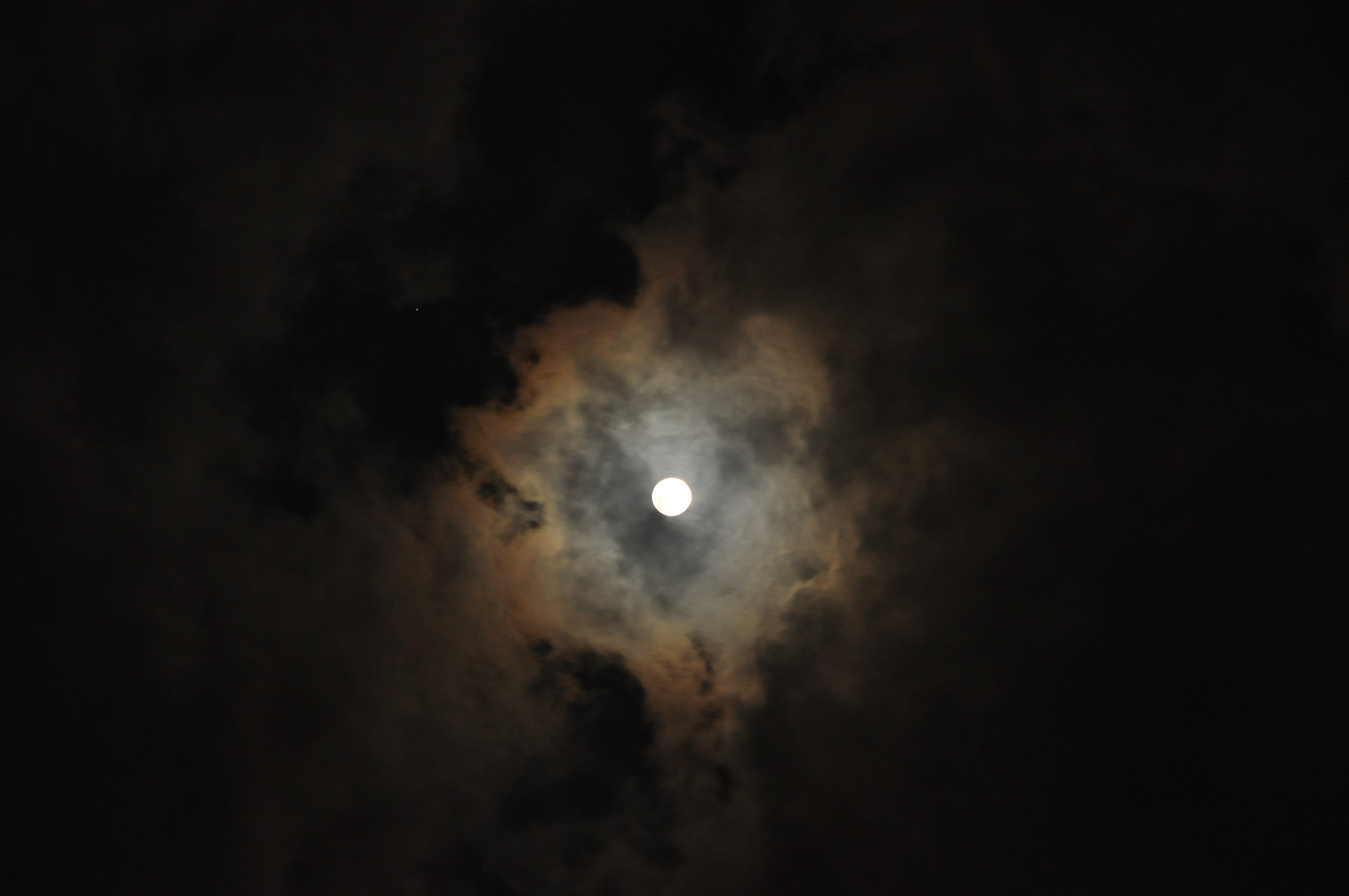
Вінець навколо Місяця

Вінці́ — оптичне явище, у вигляді райдужних, світлих туманних кілець на небесному зводі навколо диска Сонця або Місяця, рідше — навколо яскравих зірок і земних джерел світла. З'являються при проходженні перед світилом напівпрозорих хмар (найчастіше високо-купчастих) або туману і відрізняються від гало меншим радіусом кілець (не більше 5°).
Вінці пояснюються дифракційним розсіюванням променів світла на водяних краплях, що утворюють хмару або туман. За видимим кутовим радіусом окремих кілець та темних проміжків, які їх розділяють, можна визначати діаметр крапель у хмарах і розрізняти хмари, що складаються з водяних і крижаних частинок.
Радіуси кілець залежать від довжини хвилі світла, тому зовнішній край кільця має червонуватий колір, а внутрішній — синюватий.
За наявності в атмосфері крапель усіляких розмірів кільця вінців, накладаючись одне на одне, утворюють спільне біле сяйво, ореол, навколо диска світила.